# Rooster Blues
Pour les articles homonymes, voir Rooster.
Rooster Blues est un label discographique indépendant américain.
Les artistes produits incluent notamment Roosevelt « Booba » Barnes, et Buster Benton.

## Histoire
Le label se consacre à la musique blues du delta du Mississippi. Rooster Blues est cofondé par Jim O'Neal à Chicago et a publié à l'origine 14 albums de musiciens de blues du South Side. En 1986, O'Neal déménage le label à Clarksdale, dans le Mississippi, et commence à se concentrer sur les interprètes de blues du Delta de la région. Lonnie Pitchford et Lonnie Shields participent à la construction du nouveau studio d'enregistrement. Au cours des 12 années suivantes, Rooster Blues publie des albums de Booba Barnes, Carey Bell, Eddy Clearwater, Willie Cobbs, Larry Davis, John Littlejohn, Lonnie Pitchford, Lonnie Shields, Magic Slim, Super Chikan, James Thomas, et Valerie Wellington.
En 1998, le label suspend ses activités et, en 1999, il est vendu à Bottled MaJic Music. Cependant, en 2000, Rooster Blues reprend ses activités et célèbre son 20e anniversaire en publiant Freedom Creek de Willie King, ainsi qu'en rééditant certains enregistrements classiques tels que Grand Slam de Magic Slim.